# Бучек (Бродницький повіт)
Бучек (пол. Buczek, нім. Ulrichshof) — село в Польщі, у гміні Боброво Бродницького повіту Куявсько-Поморського воєводства.
Населення — 154 особи (2011).
У 1975-1998 роках село належало до Торунського воєводства.

## Демографія
Демографічна структура станом на 31 березня 2011 року:
|          | Загалом | Допрацездатний вік | Працездатний вік | Постпрацездатний вік |
| -------- | ------- | ------------------ | ---------------- | -------------------- |
| Чоловіки | 82      | 20                 | 57               | 5                    |
| Жінки    | 72      | 17                 | 39               | 16                   |
| Разом    | 154     | 37                 | 96               | 21                   |